# Les Serfson
Les Serfson est le titre d'un épisode de la série télévisée d'animation Les Simpson. Il s'agit du premier épisode de la vingt-neuvième saison et du 619e épisode de la série. Il est diffusé pour la première fois le 1er octobre 2017 aux États-Unis.

## Synopsis
Dans le royaume de Springfieldia, Marge décide d'aller chercher sa mère pour que cette dernière puisse les accompagner. Marge va vite se rendre compte que la main de sa mère est complètement glacée et va l'amener voir le docteur Hibbert. Ce dernier leur apprend que Jacqueline, la mère de Marge, a été mordue par un "marcheur glacé" et qu'elle va devenir complètement glacée d'ici la prochaine semaine. La seule façon de sauver Jacqueline est d'acheter une amulette qui pourra la guérir, mais elle coûte très cher et Homer est très pauvre. Ne trouvant pas l'argent, Lisa l'aidera à transformer une pierre en or à l'aide de la magie, mais personne ne doit découvrir ce qu'elle sait faire. Cependant, le roi va vite s'en rendre compte et Lisa sera capturée. Homer mènera alors une révolution pour sauver sa fille...

## Réception
Lors de sa première diffusion l'épisode a attiré 3,26 millions de téléspectateurs.
En France, il réunira 467,000 téléspectateurs.